# ملكة جمال الولايات المتحدة الأمريكية 2000
ملكة جمال الولايات المتحدة الأمريكية 2000 (بالإنجليزية: Miss USA 2000)‏ هي مسابقة ملكة جمال الولايات المتحدة الأمريكية التاسعة والأربعين في تاريخ مسابقة ملكة جمال الولايات المتحدة الأمريكية، منذ انطلاقتها عام 1952، عقدت مسابقة في القصر الكبير ، في برانسون بولاية ميزوري في 4 فبراير 2000. وفي نهاية المسابقة توجت لينيت كول من ولاية تينيسي بمسابقة ملكة جمال الولايات المتحدة الأمريكية 2000 من قبل من قبل ملكة جمال الولايات المتحدة الأمريكية السابقة كيمبرلي بريسلر من ملكة جمال السابقة من ولاية نيويورك.
أقيمت المسابقة في برانسون للمرة الثانية والأخيرة على مسرح غراند بالاس البالغ عدد مقاعده 4000 مقعد ، وكانت المسابقة الأخيرة التي عقدت في فبراير.
استضاف كارسون دالي الحدث للمرة الوحيدة ، وأضيف تعليق اللون للمرة الثالثة من قبل ملكة جمال الولايات المتحدة الأمريكية 1996 آلي لاندري وجولي موران. تم توفير الترفيه من قبل كريستينا أغيليرا ، لو بيجا ، براين ماكنايت ومارك ويلز.

## النتائج

### المراكز النهائية
| النتائج النهائية                          | المتنافسة |
| ----------------------------------------- | --- |
| ملكة جمال الولايات المتحدة الأمريكية 2000 | - تينيسي - لينيت كول |

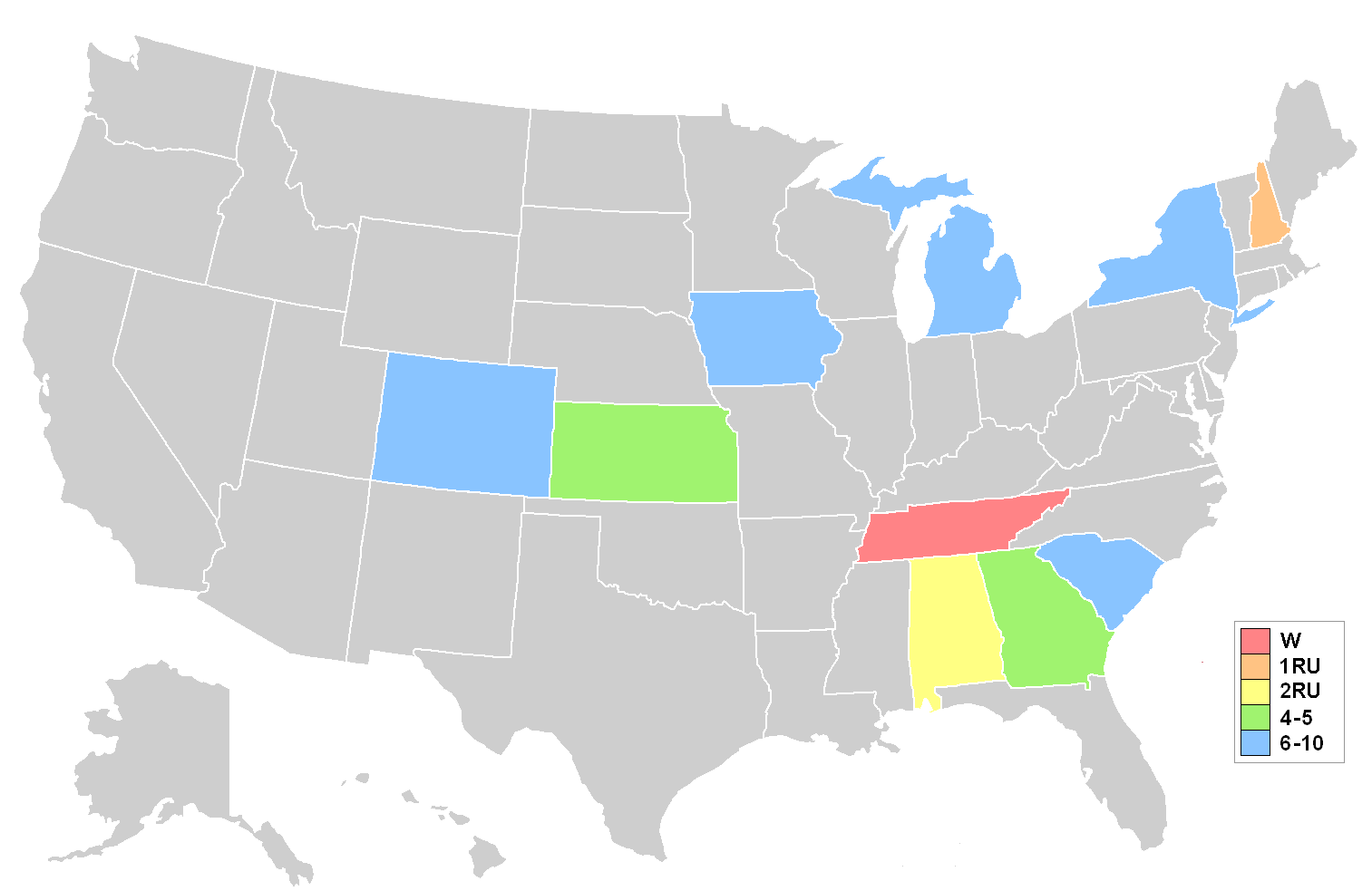
خريطة توضح المراكز حسب الولاية

| الوصيفة الأولى                            | - نيوهامبشير - بريدجيت جين فيزينا                                                                                            |
| الوصيفة الثانية                           | - ألاباما - جينا ميتشل |
| أفضل 5                                    | - جورجيا - باتي دن - كانساس - تيفاني ماير                                                                                    |
| أفضل 10                                   | - كولورادو - تاني جونز - أيوا - جينسي جريجسبي - ميشيغان - جيل دوبسون - نيويورك - كاري تاكر - كارولاينا الجنوبية - ليزا رابون |

### جوائز خاصة
| جائزة                   | متنافسة                    |
| ----------------------- | -------------------------- |
| ملكة جمال اللطافة       | - هاواي - ميشيل كابلان     |
| ملكة جمال الجاذبية      | - مينيسوتا - بيج سوينسون   |
| جائزة الاسلوب           | - فلوريدا - كريستين لوديكي |
| الأفضل في ملابس السباحة | - تينيسي - لينيت كول       |

### نتائج المسابقة النهائية
| \| الولاية \| مقابلة \| ملابس السباحة \| فستان السهرة \| المتوسط \| نهائي \| \| ------------------ \| --------- \| ------------- \| ------------ \| --------- \| -------- \| \| تينيسي \| 9.81 (1) \| 9.64 (1) \| 9.78 (2) \| 9.74 (1) \| 9.66 (1) \| \| نيوهامشير \| 9.58 (2) \| 9.32 (6) \| 9.27 (6) \| 9.39 (5) \| 9.40 (3) \| \| ألاباما \| 9.54 (3) \| 9.51 (4) \| 9.93 (1) \| 9.66 (2) \| 9.45 (2) \| \| كانساس \| 9.36 (6) \| 9.53 (2) \| 9.63 (3) \| 9.51 (3) \| 9.36 (4) \| \| جورجيا \| 9.29 (7) \| 9.52 (3) \| 9.41 (4) \| 9.40 (4) \| 9.14 (5) \| \| كولورادو \| 9.21 (8) \| 9.26 (7) \| 9.33 (5) \| 9.27 (6) \| \| \| ميشيغان \| 9.44 (5) \| 9.07 (8) \| 9.24 (8) \| 9.25 (7) \| \| \| نيويورك \| 9.47 (4) \| 9.06 (9) \| 8.93 (10) \| 9.16(8) \| \| \| كارولاينا الجنوبية \| 8.74 (10) \| 9.39 (5) \| 9.24 (7) \| 9.12 (9) \| \| \| آيوا \| 9.10 (9) \| 8.95 (10) \| 9.02 (9) \| 9.02 (10) \| \| | ملكة جمال الولايات المتحدة الأمريكية 2000 الوصيفة الأولى الوصيفة الثانية أفضل 5 النهائي (رقم) يمثل الترتيب في المنافسة |               |              |           |          |
| الولاية | مقابلة | ملابس السباحة | فستان السهرة | المتوسط   | نهائي    |
| تينيسي | 9.81 (1) | 9.64 (1)      | 9.78 (2)     | 9.74 (1)  | 9.66 (1) |
| نيوهامشير | 9.58 (2) | 9.32 (6)      | 9.27 (6)     | 9.39 (5)  | 9.40 (3) |
| ألاباما | 9.54 (3) | 9.51 (4)      | 9.93 (1)     | 9.66 (2)  | 9.45 (2) |
| كانساس | 9.36 (6) | 9.53 (2)      | 9.63 (3)     | 9.51 (3)  | 9.36 (4) |
| جورجيا | 9.29 (7) | 9.52 (3)      | 9.41 (4)     | 9.40 (4)  | 9.14 (5) |
| كولورادو | 9.21 (8) | 9.26 (7)      | 9.33 (5)     | 9.27 (6)  |          |
| ميشيغان | 9.44 (5) | 9.07 (8)      | 9.24 (8)     | 9.25 (7)  |          |
| نيويورك | 9.47 (4) | 9.06 (9)      | 8.93 (10)    | 9.16(8)   |          |
| كارولاينا الجنوبية | 8.74 (10) | 9.39 (5)      | 9.24 (7)     | 9.12 (9)  |          |
| آيوا | 9.10 (9) | 8.95 (10)     | 9.02 (9)     | 9.02 (10) |          |

## المتسابقات
| - ألاباما - جينا ميتشل - ألاسكا - لوري ميلر - أريزونا - هيذر كيكلر - أركنساس - ويتني مور - كاليفورنيا - ريبيكا كيلر - كولورادو - تيانى جونز - كونيتيكت - سالي توسان - ديلاوير - جينيفر بيهم - مقاطعة كولومبيا - جويل كازامايور - فلوريدا - كريستين لوديك - جورجيا - باتي دن - هاواي - ميشيل كابلان - أيداهو - بروك جينيفر جامبريل - إلينوي - كونستانس ستوتزر - إنديانا - كريستال وايل - آيوا - جينسي غريغسبي - كانساس - تيفاني ماير - كنتاكي - جولين يونغستر - لويزيانا - جينيفر دوبونت - مين - جينيفر هانت - ماريلند - كريستي ديفيس - ماساتشوستس - روزالي ألين - ميشيغان - جيل دوبسون - مينيسوتا - بيج سوينسون - مسيسيبي - انجي كاربنتر - ميزوري - دينيت رودريك | - مونتانا - براندي بيوركلوند - نبراسكا - فالاري كوك - نيفادا - أليسيا كارنز - نيوهامبشير - بريدجيت جين فيزينا - نيوجيرسي - ميشيل جراسي - نيومكسيكو - كريستينا أورتيغا - نيويورك - كاري تاكر - كارولاينا الشمالية - بورتيا جونسون - داكوتا الشمالية - ايمي هوفنر - أوهايو - تشيا واتكينز - أوكلاهوما - أماندا بينيكس - أوريغون - إليزابيث هيتمانيك - بنسيلفانيا - أنجيلا باتلا - رود آيلاند - هايدي سانت بيير - كارولاينا الجنوبية - ليزا رابون - داكوتا الجنوبية - فانيسا شورت بول - تينيسي - لينيت كول - تكساس - هيذر أوجيلفي - يوتا - كيري هاتفيلد - فيرمونت - كاتي بولتون - فرجينيا - كريستال جونز - واشنطن - جيمي كيرن - فيرجينيا الغربية - تارا ويلسون - ويسكونسن - سامانثا بيشا - وايومنغ - ريبيكا سميث |

## روابط خارجية
- موقع ملكة جمال الولايات المتحدة الأمريكية الرسمي